# Estadio Francisco Morazán
Het Estadio Francisco Morazán is een multifunctioneel stadion in San Pedro Sula, Honduras. Het stadion wordt vooral gebruikt voor voetbalwedstrijden; de voetbalclub RCD España maakt gebruik van dit stadion. In het stadion is plaats voor 18.000 toeschouwers. Het werd geopend in 1970.